# Pečorskij rajon
Il Pečorskij rajon (in russo Печорский район?) è un rajon dell'oblast' di Pskov, nella Russia europea; il capoluogo è Pečory. Istituito il 16 gennaio 1945, ricopre una superficie di 1.251 chilometri quadrati e nel 2010 ospitava una popolazione di circa 22.500 abitanti.